# Гајс (Тенеси)
Гајс (енгл. Guys) град је у америчкој савезној држави Тенеси.

## Демографија
По попису из 2010. године број становника је 466, што је 17 (-3,5%) становника мање него 2000. године.
| Група             | 2000.       | 2010.       |
| Белци             | 333 (68,9%) | 350 (75,1%) |
| Афроамериканци    | 147 (30,4%) | 108 (23,2%) |
| Азијати           | 1 (0,2%)    | 0 (0,0%)    |
| Хиспаноамериканци | 0 (0,0%)    | 3 (0,6%)    |
| Укупно            | 483         | 466         |